# Aynsley Dunbar

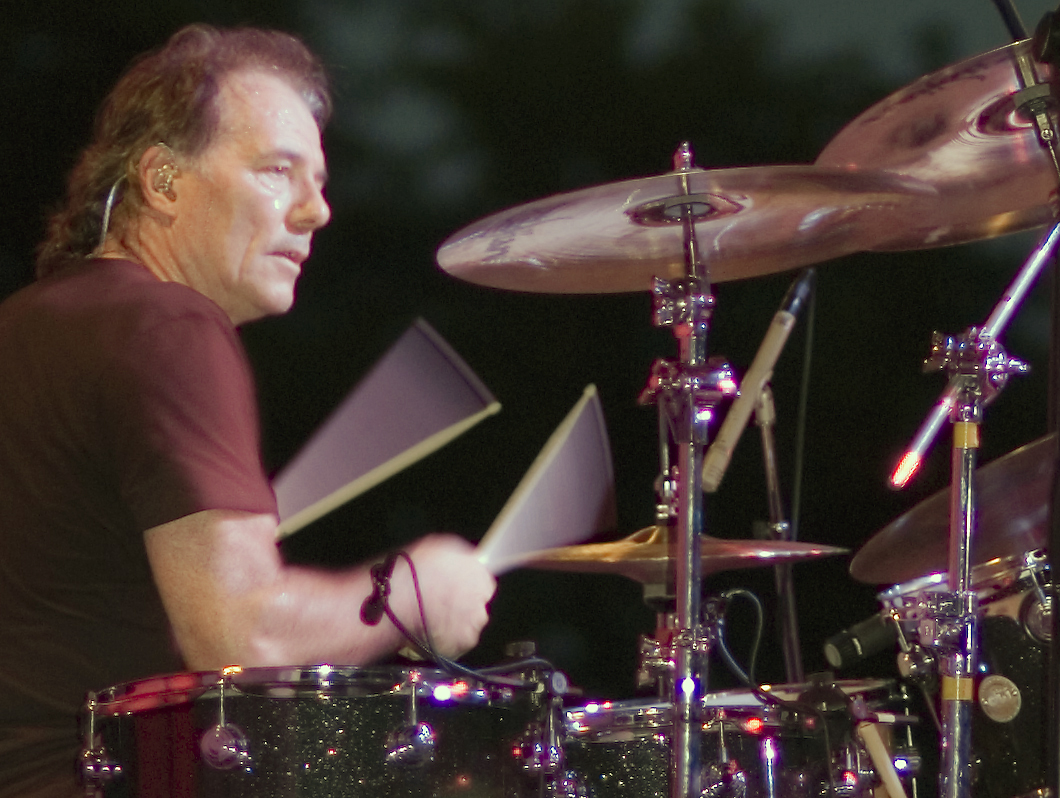
Aynsley Dunbar (2007)

Aynsley Thomas Dunbar (* 10. Januar 1946 in Liverpool) ist ein britischer Schlagzeuger. Er spielte unter anderem bei John Mayall, Alan Reeves und Frank Zappa und in den Bands Jeff Beck Group, Jefferson Starship, Journey, UFO, The New Animals um Eric Burdon und Whitesnake. Er leitete Ende der 1960er Jahre auch eine eigene Band, Aynsley Dunbar Retaliation.

## Leben und Wirken
Dunbar lernte als Kind zunächst autodidaktisch Geige, um dann über die Kleine Trommel zum Schlagzeug zu wechseln. Mit 13 Jahren erhielt er dann auch Unterricht. Nachdem er die Schule beendet hatte, begann er seine professionelle Karriere in der Jazzszene von Liverpool, wo er bereits mit 15 Jahren einer Band um Leo Rutherford beitrat und dann im Alter von 17 Jahren zur Merseysippi Jazz Band wechselte, mit der er Trad Jazz spielte.
1963 wechselte er ins Beatlager und schloss sich Derry Wilkie & The Pressmen an. Nachdem sich die Band Anfang 1964 aufgelöst hatte, gründete Dunbar mit vier der Bandmitglieder The Flamingos, die nach einer kurzen Deutschlandtournee seit April 1964 als Begleitband von Freddie Starr fungierte (Album This Is Liverpool Beat). Im selben Jahr wurde er Mitglied von The Excheckers, bevor er bei The Mojos spielte, die von 1963 bis 1966 tourten und 1964 mit Everything’s All Right einen Hit hatten.
1966 holte ihn John Mayall zu seinen Bluesbreakers, mit denen er das Album A Hard Road (1967) für Decca einspielte; daneben kam es zu Aufnahmen mit Eddie Boyd und mit Paul Butterfield. 1967 gründete Dunbar mit Sänger Victor Brox seine Aynsley Dunbar Retaliation, die bis 1970 mehrere Alben vorlegte. Seit 1967 arbeitete er auch in der Group von Jeff Beck mit Rod Stewart und Ron Wood, mit der auch Donovans Album Barabajagal entstand.
Nachdem sich Retaliation aufgelöst hatte, gründete Dunbar eine neue Band, Blue Whale, deren gleichnamiges Album eine Coverversion des Frank-Zappa-Songs Willie the Pimp enthielt. Zappa holte ihn dann in seine Band; die ersten veröffentlichten Aufnahmen Zappas mit Dunbar an Schlagzeug und Tambourin erschienen im Herbst 1970 auf dem Album Chunga’s Revenge; auch tourte er mit den Mothers of Invention 1970 auf der Mother’s Day Tour. Er ist auch auf den nächsten Alben wie 200 Motels zu hören, wo sein jazzbasiertes Spiel deutlich wird. John Lennon und Yoko Ono holten 1971 Dunbar mit Zappas Band, um das Livealbum Sometime in New York City aufzunehmen. 1972 war er auch als Begleiter von Flo & Eddie aktiv, wirkte aber als Schlagzeuger auch an Zappas Alben Waka/Jawaka, The Grand Wazoo und Apostrophe (’) mit.

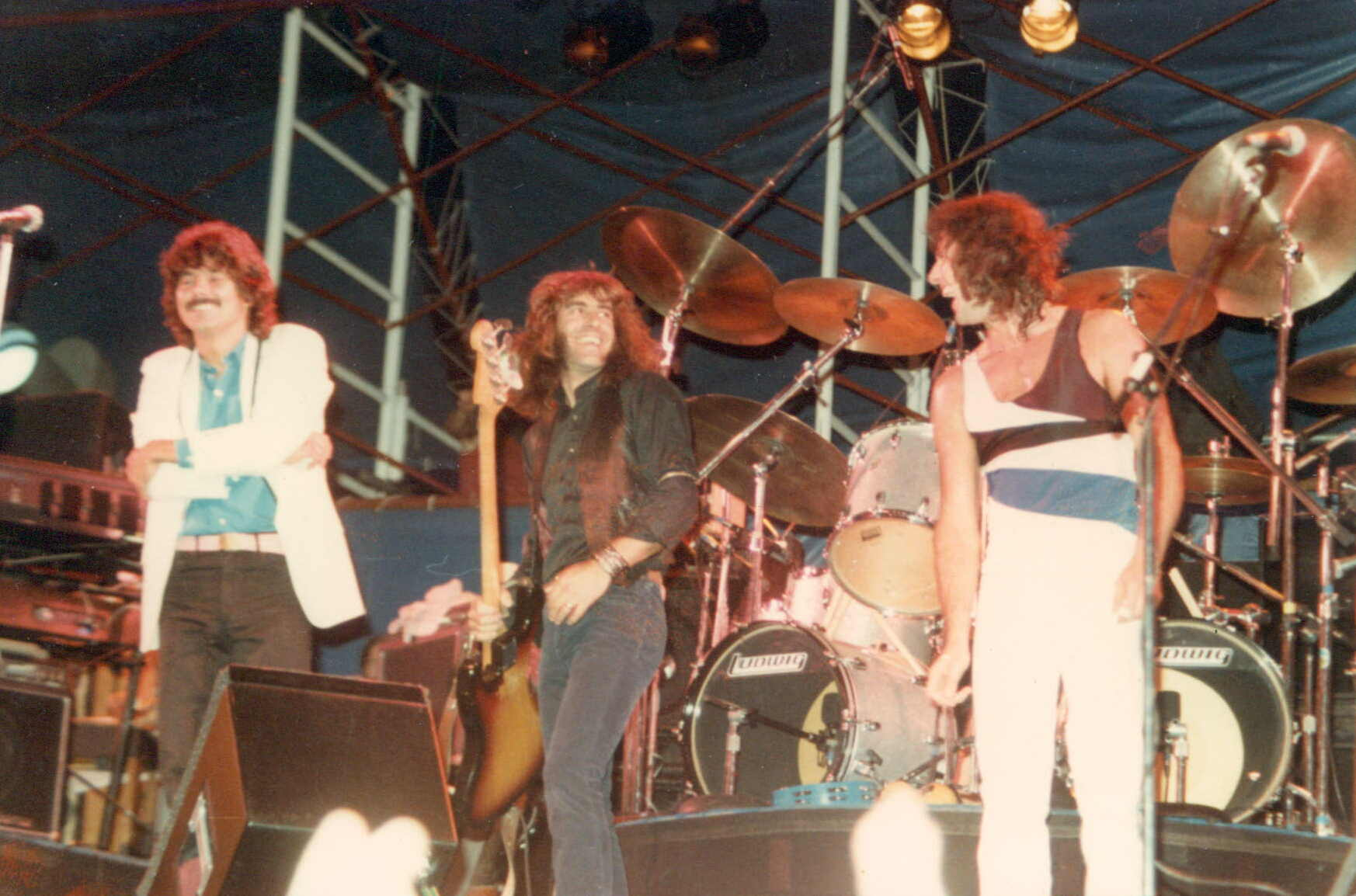
Jefferson Starship 1981: Mickey Thomas, Pete Sears und Aynsley Dunbar (von links nach rechts)

Ab 1973 war er auch für David Bowie tätig und an dessen Alben Pinups und Diamond Dogs beteiligt, aber auch an Lou Reeds Sessionalbum Berlin mit Jack Bruce, Steve Winwood bzw. Tony Levin. Zwischen 1974 und 1978 gehörte Dunbar der kollaborativen Rock-Fusion-Band Journey um Neal Schon und Gregg Rolie an, mit der er mehrere Alben einspielte. Er verließ Journey nach dem Album Infinty, da er sich mit dem neuen AOR-lastigeren Material nicht anfreunden konnte.
Dunbar wurde 1978 Mitglied bei Jefferson Starship, mit denen das Hit-Album Freedom at Point Zero entstand. Er blieb bei der Band bis zum Album Winds of Change von 1982, um dann zu pausieren. 1985 wurde er Mitglied bei Whitesnake; er spielte Schlagzeug auf 1987, dem siebten Album der Band, und produzierte eine Reihe von Hits wie Still of the Night, Is this Love und Here I go Again.
Dunbar unterbrach dann seine Karriere, um seine vier Kinder großzuziehen. Seit 1994 war er wieder aktiv für Künstler wie Pat Travers, UFO, John Lee Hooker oder Michael Schenker. 1996 schloss er sich dem Gitarristen Alvin Lee, Eric Burdon und weiteren Musikern für die Tour Best of British Blues an. Dann wurde er Mitglied von Burdons New Animals, mit denen mehrere Alben entstanden. Auch arbeitete er für Shuggie Otis und Leslie West. 2008 erschien sein Album Mutiny.